# Zorita del Maestrazgo

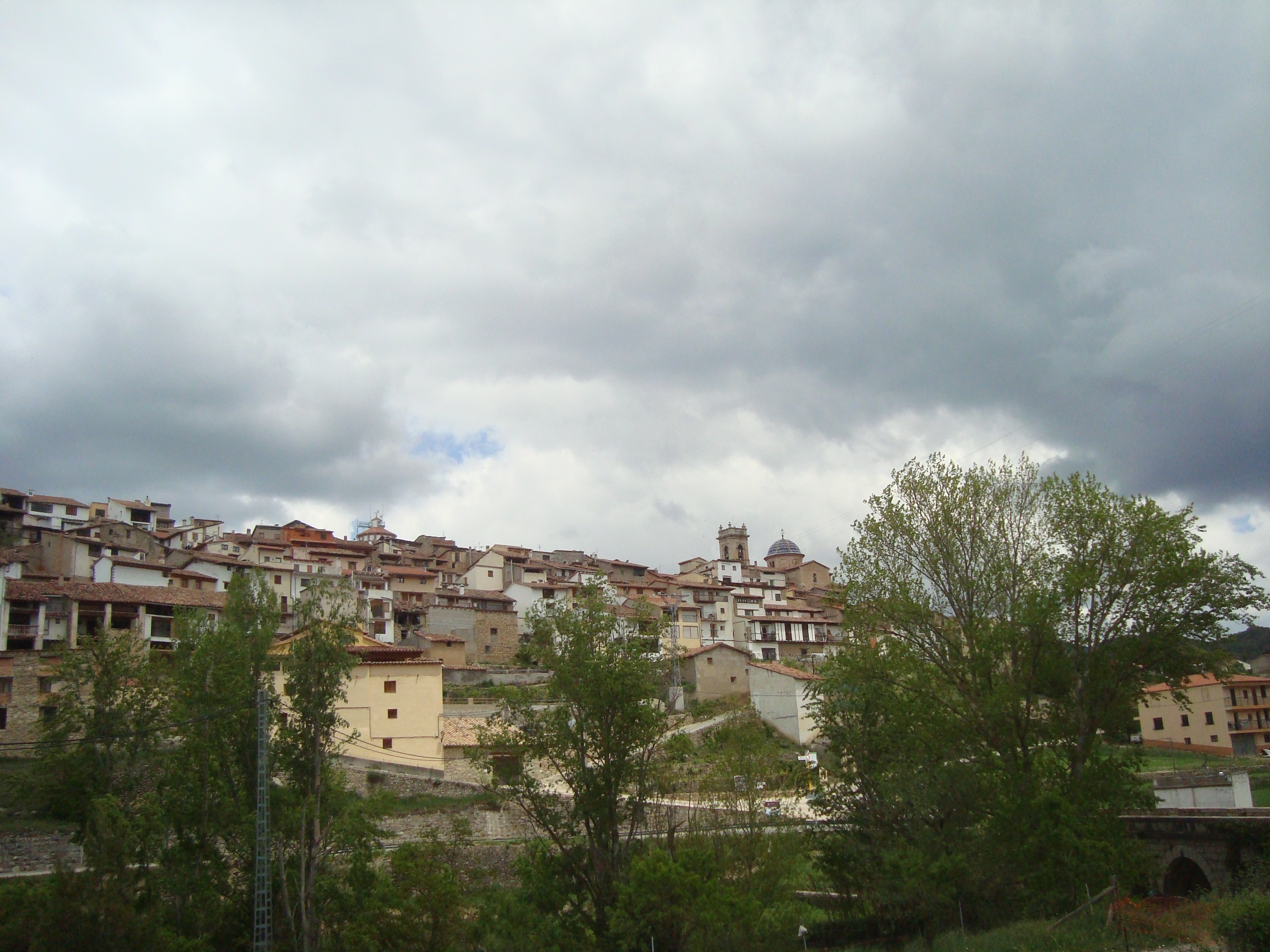
Zorita del Maestrazgo-Sorita

Zorita del Maestrazgo (in lingua valenciana: Sorita de Morella) è un comune spagnolo di 137 abitanti situato nella comunità autonoma Valenciana.